# Hippoliet Van Peene
Hippoliet Jan Van Peene (1 de enero de 1811 Kaprijke – 19 de febrero de 1864 Gante) fue un médico y dramaturgo flamenco.
Estudió medicina en la Universidad Estatal de Leuven y se convirtió en un médico, trabajando en Kaprijke y más tarde en Gante.
En 1847 escribió la letra del himno flamenco  De Vlaamse Leeuw y la música compuesta por Karel Miry. Fue el primer dramaturgo moderno y escribió 35 obras de teatro, que en su tiempo fueron realizadas por Broedermin en Taelyver en Gante. En la inauguración del Teatro Minard  en 1847, su Brigitta of de Twee Vondelingen se llevó a cabo.